# Second Division 1963-1964
La stagione 1963-1964 è stata la sessantunesima edizione della Second Division, secondo livello del campionato di calcio inglese. Il capocannoniere del torneo fu Ron Saunders del Portsmouth con 33 reti.

## Squadre partecipanti
- Bury
- Cardiff City
- Charlton
- Derby County
- Grimsby Town
- Huddersfield Town
- Leeds Utd
- Leyton Orient
- Manchester City
- Middlesbrough
- Newcastle Utd

- Northampton Town
- Norwich City
- Plymouth
- Portsmouth
- Preston N.E.
- Rotherham Utd
- Scunthorpe Utd
- Southampton
- Sunderland
- Swansea Town
- Swindon Town

## Classifica finale
|  | Pos. | Squadra           | Pt | G  | V  | N  | P  | GF  | GS | GF GS |
|  | ---- | ----------------- | -- | -- | -- | -- | -- | --- | -- | ----- |
|  | 1    | Leeds Utd         | 63 | 42 | 24 | 15 | 3  | 71  | 34 | 2.09  |
|  | 2    | Sunderland        | 61 | 42 | 25 | 11 | 6  | 81  | 37 | 2.19  |
|  | 3    | Preston N.E.      | 56 | 42 | 23 | 10 | 9  | 79  | 54 | 1.46  |
|  | 4    | Charlton          | 48 | 42 | 19 | 10 | 13 | 76  | 70 | 1.09  |
|  | 5    | Southampton       | 47 | 42 | 19 | 9  | 14 | 100 | 73 | 1.37  |
|  | 6    | Manchester City   | 46 | 42 | 18 | 10 | 14 | 84  | 66 | 1.27  |
|  | 7    | Rotherham Utd     | 45 | 42 | 19 | 7  | 16 | 90  | 78 | 1.15  |
|  | 8    | Newcastle Utd     | 45 | 42 | 20 | 5  | 17 | 74  | 69 | 1.07  |
|  | 9    | Portsmouth        | 43 | 42 | 16 | 11 | 15 | 79  | 70 | 1.13  |
|  | 10   | Middlesbrough     | 41 | 42 | 15 | 11 | 16 | 67  | 52 | 1.29  |
|  | 11   | Northampton Town  | 41 | 42 | 16 | 9  | 17 | 58  | 60 | 0.97  |
|  | 12   | Huddersfield Town | 40 | 42 | 15 | 10 | 17 | 57  | 64 | 0.89  |
|  | 13   | Derby County      | 39 | 42 | 14 | 11 | 17 | 56  | 67 | 0.84  |
|  | 14   | Swindon Town      | 38 | 42 | 14 | 10 | 18 | 57  | 69 | 0.83  |
|  | 15   | Cardiff City      | 38 | 42 | 14 | 10 | 18 | 56  | 81 | 0.69  |
|  | 16   | Leyton Orient     | 36 | 42 | 13 | 10 | 19 | 54  | 72 | 0.75  |
|  | 17   | Norwich City      | 35 | 42 | 11 | 13 | 18 | 64  | 80 | 0.80  |
|  | 18   | Bury              | 35 | 42 | 13 | 9  | 20 | 57  | 73 | 0.78  |
|  | 19   | Swansea Town      | 33 | 42 | 12 | 9  | 21 | 63  | 74 | 0.85  |
|  | 20   | Plymouth          | 32 | 42 | 8  | 16 | 18 | 45  | 67 | 0.67  |
|  | 21   | Grimsby Town      | 32 | 42 | 9  | 14 | 19 | 47  | 75 | 0.63  |
|  | 22   | Scunthorpe Utd    | 30 | 42 | 10 | 10 | 22 | 52  | 82 | 0.73  |

### Verdetti
- Leeds United e Sunderland e  promosse in First Division 1964-1965.
- Grimsby Town e  Scunthorpe United retrocesse in Third Division 1964-1965.